# NGC 7598
NGC 7598 est une vaste galaxie elliptique compacte relativement éloignée et située dans la constellation de Pégase. Sa vitesse par rapport au fond diffus cosmologique est de 11 021 ± 30 km/s, ce qui correspond à une distance de Hubble de 162,6 ± 11,4 Mpc (∼530 millions d'al). NGC 7598 a été découverte par l'astronome américain Albert Marth en 1864.
En raison d'une brillance de surface égale à 11,85 mag/am2, on peut qualifier NGC 7598 de galaxie présentant une brillance de surface élevée.

## Le groupe WBL707
En se basant sur un catalogue de 732 groupes de galaxies rapprochées et pauvres en membres publié en mai 1999 par Richard A. White, Mark Bliton, Suketu P. Bhavsar, Patricia Bornmann, Jack O. Burns, Michael J. Ledlow et Christen Loken, la base de données indique que NGC 7597 fait partie du groupe WBL707. Selon ce catalogue, ce groupe comprend trois galaxies, mais malheureusement elles ne sont pas identifiées. La désignation employée pour les groupes de ce catalogue est WBL x-y, où x est le numéro du groupe et y le numéro de la galaxie qui dépasse très rarement 10. L'identification de la galaxie peut être réalisée la plupart du temps en entrant la désignation WBL x-y de celle-ci dans la base de données NASA/IPAC.
En fait il s'agit d'un trio de galaxies. Les trois galaxies du groupe sont NGC 7597 (WBL707-01), NGC 7598 WBL707-02 et WBL 707-03 (NGC 7602). Le tableau ci-dessous résume leurs propriétés.
| Nom                   | Classification | Type          | α (J2000.0)      | δ (J2000.0)     | Vitesse radiale (km/s) | Magnitude apparente | Distance (Mpc)   | Dimension (kal) |
| --------------------- | -------------- | ------------- | ---------------- | --------------- | ---------------------- | ------------------- | ---------------- | --------------- |
| WBL 707-01 (NGC 7597) | cD:?           | Lenticulaire  | 23h 18m 30.2207s | 18° 41′ 20.668″ | 11 263 ± 23 km/s       | 14,0                | 160,8 ± 11,3 Mpc | 254             |
| WBL 707-02 (NGC 7598) | E              | Elliptique    | 23h 18m 33.2257s | 18° 44′ 59.039″ | 11 384 ± 15 km/s       | 14,9                | 162,6 ± 11,4 Mpc | 157             |
| WBL 707-03 (NGC 7602) | S?             | Lenticulaire? | 23h 18m 43.5348s | 18° 41′ 54.057″ | 11 793 ± 20 km/s       | 14,4                | 168,6 ± 11,8 Mpc | 119             |

La distance de Hubble moyenne ce trio est égale à 164,0 ± 11,5 Mpc (∼535 millions d'al) où l'incertitude de 11,7 Mpc est égale à la moyenne des incertitudes.